# Kongsberg
Kongsberg je samosprávné město v norském kraji Buskerud. Žije zde přibližně 29 tisíc obyvatel a celková rozloha města je 792 km². Kongsberg byl založeno v roce 1624 pod jménem Konings Bierg dánsko-norským králem Kristiánem IV. a mělo sloužit především pro horníky. Status městys a tím pádem i nová privilegia získalo město roku 1802. Dne 1. ledna 1964 byly venkovské obce Ytre Sandsvær a Øvre Sandsvær sloučeny pod Kongsberg.
V současné době je město známé především jako sídlo Kongsberg Gruppen (dříve také Kongsberg Vaapenfabrikk), firmy, která se zabývá státní ochranou. Nejznámějšími výrobky jsou protilodní střely Penguin a protizemní řízená střela Naval Strike Missile.

## Historie

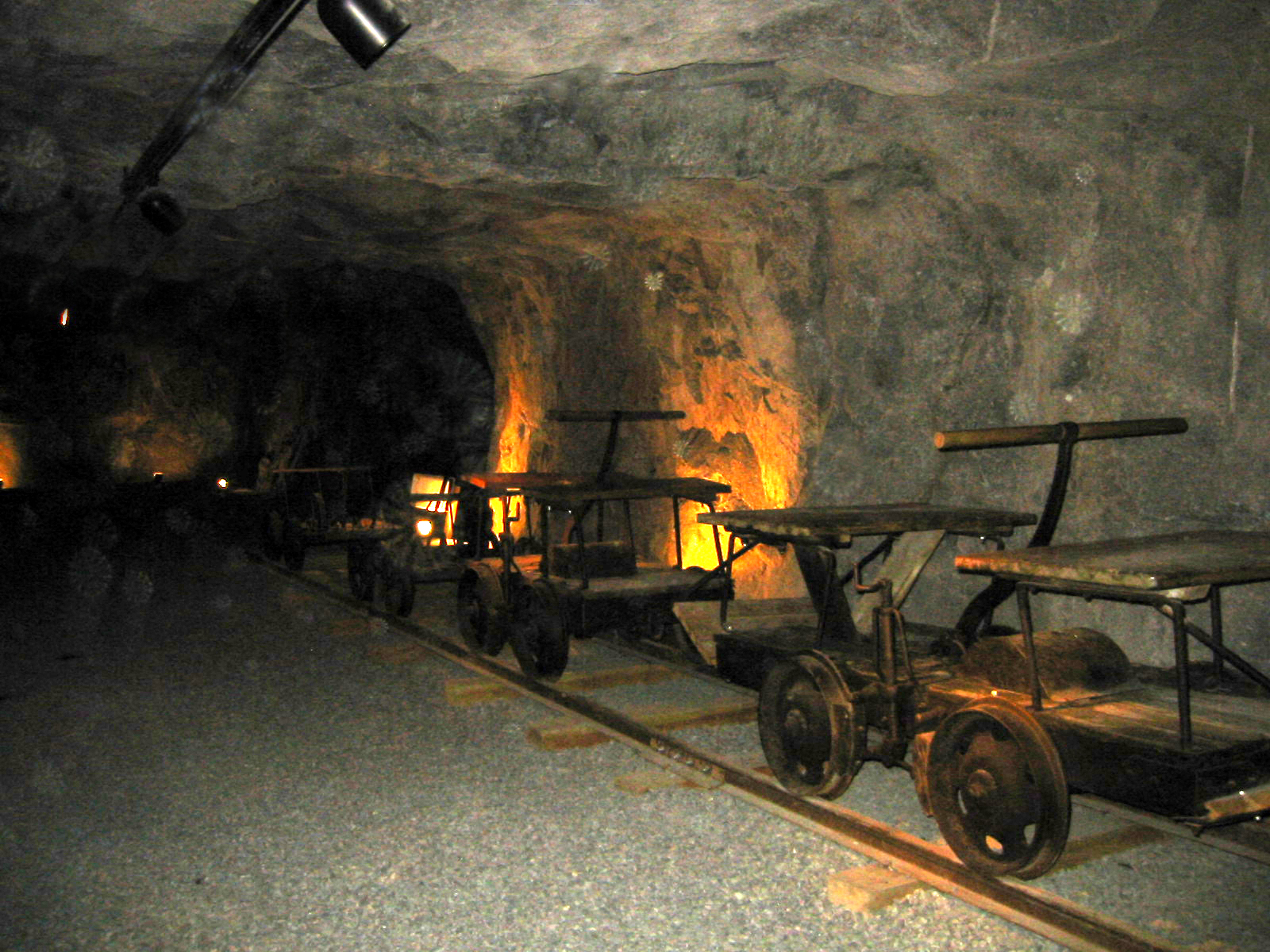
Důl v Kongsbergu v současné době slouží především jako turistická atrakce

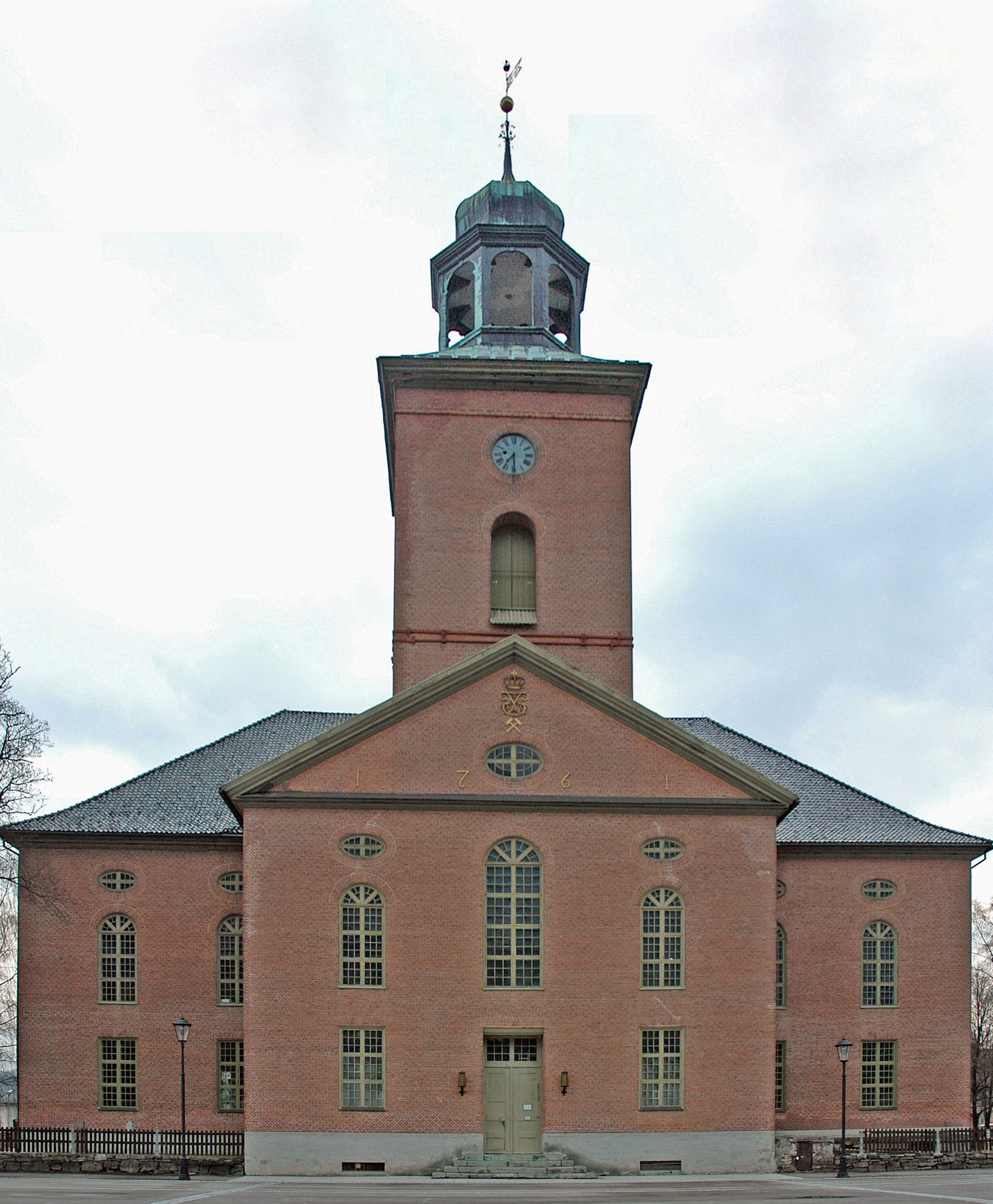
Kongsberský kostel

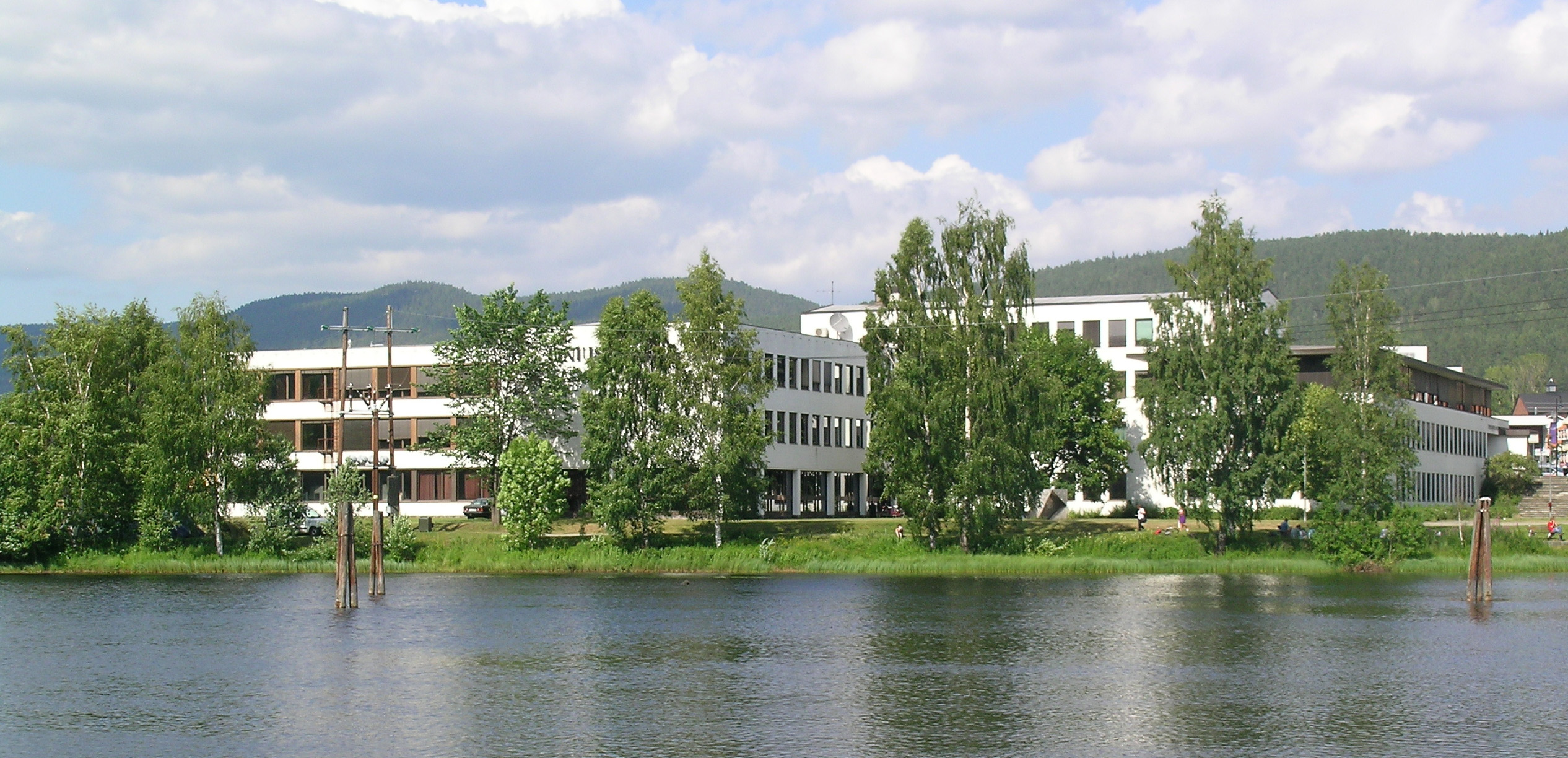
Místní škola

Kongsberg je město významné pro jeho stříbrné doly, z nichž bylo pravděpodobně vytěženo přes 1 350 tun stříbra. Stříbrné žíly zde byly poprvé objeveny roku 1623 a poslední rok těžby byl rok 1957. V roce 1770 místní doly zaměstnávaly přes 4 000 pracovníků a tím byl Kongsberg i druhým největším městem Norska, tedy po Bergenu (přestože Oslo bylo a je hlavním městem Norska, nebylo největším městem).
Kongsbeg bylo v Norsku jedním z těch významnějších měst, ale mezi lety 1807 až 1814 probíhala válka zakončená až jmenováním nového krále Kristiána Frederika, ta město i celou norskou ekonomiku značně oslabila. Roku 1810 zde také byl velký požár, který zničil celkem 56 stavení na západní straně města. Po roce 1814, kdy začaly pokojné časy, se zde začal rozvíjet průmysl specializující se na obranné prvky, postupem času přibyly i high-tech technologie.
V roce 1987 státem vlastněná firma Kongsberg Vaapenfabrikk utrpěla velkou finanční krizi, po tom, co byla obviněna z porušování pravidel CoCom (Coordinating Committee for Multilateral Export Controls); prodávání nových technologií do Sovětského svazu. V důsledku toho byla společnost rozdělena do menších celků a částečně prodána soukromým investorům.
Dlouhou tradici má v Kongsbergu také ražení minci. Ty se zde razí i v současnosti. Kromě norských oběžných mincí razí i sběratelské mince pro země, jako je například Izrael. Ražení mincí zde začalo již roku 1686. Roku 2004 byla zdejší mincovna přejmenována na Norská mincovna.

### Jméno
Původní jméno Konings Bierg, jehož moderní forma je Kongsberg, vzniklo ze dvou slov; z konge, což se dá přeložit jako král (pravděpodobně s odkazem na již zmíněného Kristiána IV. Dánského), a Berg, tedy hora. Volný překlad slova tedy znamená králova hora nebo královská hora.

### Znak
Znak Kongsbegu je poměrně novodobý a byl navržen Hallvardem Trettebergem v roce 1972. Oficiálně se začal nový znak užívat od 25. srpna. Návrh byl pravděpodobně založen na původním znaku, který existoval již od roku 1689 a byl na něm vyobrazený římský bůh Janus oblečený jako císař, což opět mělo odkazovat na Kristiána IV. Meč a váhy v jeho ruce, které jsou na znaku i v současnosti, mají reprezentovat spravedlnost. Zelená barva na podkladu symbolizuje lesy, zlatá barva vah a meče bohatství a stříbrná barva postavy hory.

## Geografie
Kongsberg na severu sousedí s Flesberg, na východě s Øvre Eiker a Hof, na jihu s Lardal, Siljan, a Skien a na západě s městy Sauherad a Notodden.

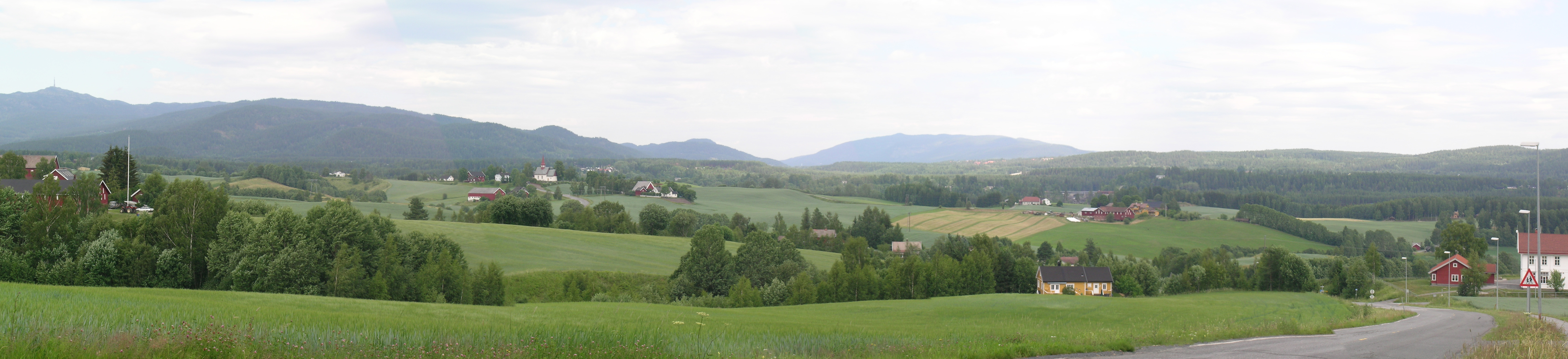
Panorama směrem na východ od města

## Kultura

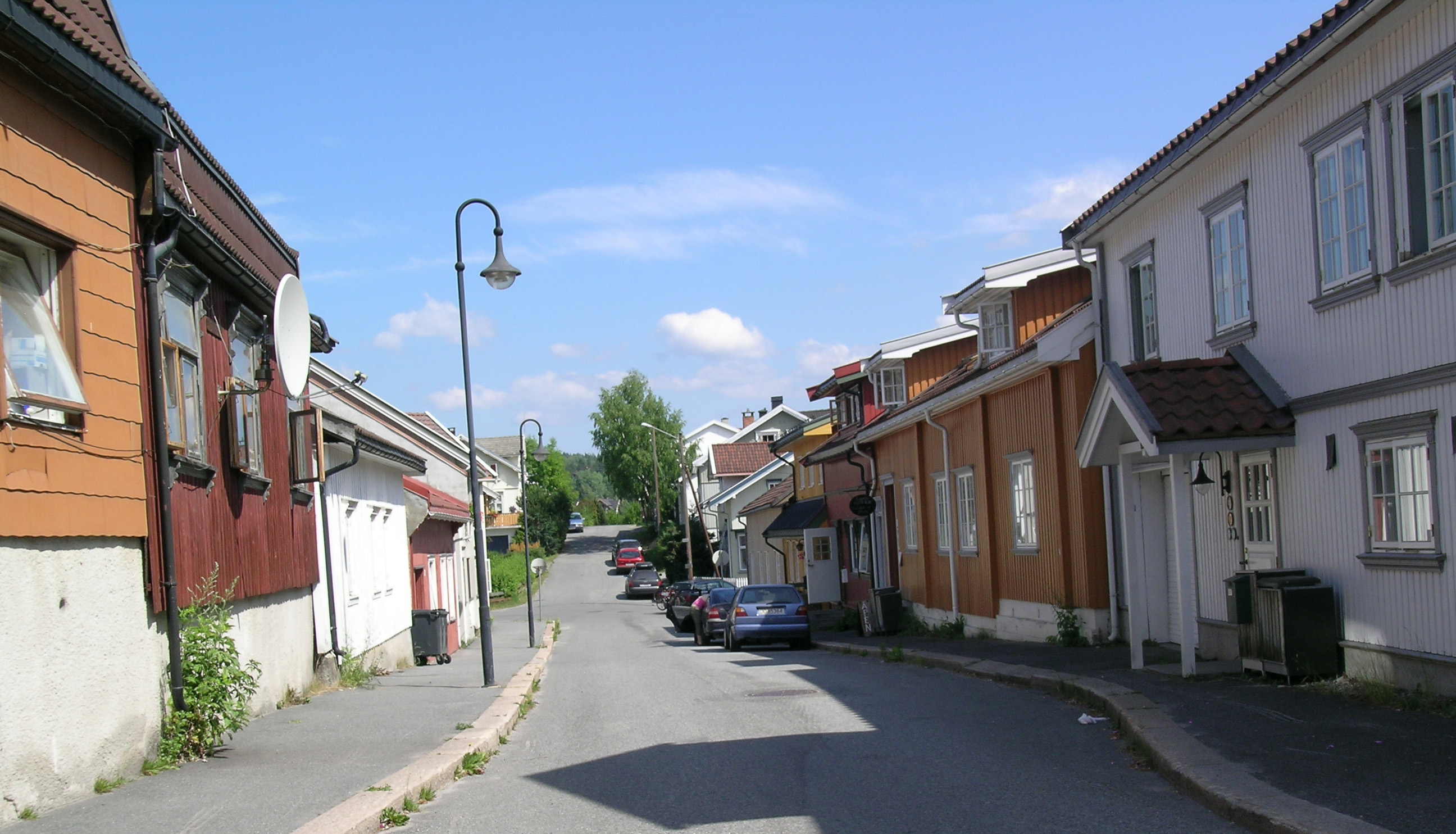
Typické úzké ulice Kongsbergu

### Kongsberský kostel
S nárůstem počtu obyvatel a rozkvětu dolování stříbra v polovině 16. století byl v Kongsbergu potřeba nový kostel. Ten byl stavěn po dobu 21 let a slavnostně otevřen roku 1761. Je postavený z červených cihel a při pohledu zvenku se může zdát strohý až fádní, uvnitř se ale nachází bohatě zdobený barokní interiér včetně unikátních lustrů vyrobených ve sklárně v přilehlé obci Hokksund. Kongsberský kostel je jeden z největších v Norsku, kapacita je 2 400 lidí. V tomto kostele se nachází i původní barokní varhany, vyrobené mezi lety 1760 až 1765 německým stavitelem Gottfriedem Heinrichem Glogerem.

### Sport
Město je známé pro své sportovce; Birger Ruud, jeho dva bratři, nebo také Petter Hugsted, který získal řadu medailí na zimních olympijských hrách. Všichni tito muži se proslavili jako lyžaři, především jako skokani na lyžích. První vlastní technika skoku na lyžích byla v Kongsbegu vyvinuta Jacobem Tullinem Thamsem a Sigmundem Ruudem a jednalo se o nejpopulárnější skokovou techniku od roku 1920 až do roku 1950. Skoky na lyžích mají v Kongsbergu dlouhou historií a je zde postavené i muzeum zasvěcené tomuto olympijskému sportu.
V zimě je zde možné navštívit velké lyžařské středisko pro lyžování a snowboarding s několika vleky, které zde působí již od roku 1965.

## Partnerská města
Kongsberg podepsal smlouvy o spolupráci s těmito městy:
- Chitose, Japonsko
- Gouda, Nizozemsko
- Espoo, Finsko
- Skagafjörður, Island
- Kristianstad, Švédsko
- Køge, Dánsko
- Red Wing, USA